# 下山駅 (京都府)
下山駅（しもやまえき）は、京都府船井郡京丹波町下山小野にある、西日本旅客鉄道（JR西日本）山陰本線の駅である。

## 歴史
- 1925年（大正14年）10月10日：鉄道省山陰本線の胡麻駅 - 和知駅間に新設[1]。客貨取扱開始[1]。
  - 路線が旧丹波町中心部を外れていたため、請願駅[注釈 1]として開設。
- 1963年（昭和38年）3月1日：貨物取扱廃止[1]。
- 1971年（昭和46年）12月1日：荷物扱い廃止[2]、無人駅化[3]。
- 1987年（昭和62年）4月1日：国鉄分割民営化に伴い、西日本旅客鉄道（JR西日本）の駅となる[1]。
- 1991年（平成3年）4月1日：舞鶴鉄道部発足に伴い、その管轄となる。
- 2006年（平成18年）7月1日：舞鶴鉄道部廃止に伴い福知山支社直轄に戻され、西舞鶴駅の被管理駅となる。
- （時期不明）：管理駅が西舞鶴駅から綾部駅へ移転したことに伴い、綾部駅の被管理駅となる。
- 2022年（令和4年）
  - 6月1日：管理駅を福知山駅に変更。
  - 10月1日：組織改正に伴い、近畿統括本部福知山管理部管轄となる。

## 駅構造
相対式ホーム2面2線を有する、列車交換可能な地上駅。駅舎は1番のりば側にあり、2番のりばへは跨線橋で連絡している。ホームの周囲には桜が植樹されている。
福知山駅管理の無人駅。また、自動券売機が設置されている。

### のりば
| のりば | 路線     | 方向 | 行先             |
| ------ | -------- | ---- | ---------------- |
| 1・2   | 山陰本線 | 上り | 園部・京都方面   |
| 1・2   | 山陰本線 | 下り | 綾部・福知山方面 |

付記事項
- 高速改良工事前は1番のりばを上り本線、2番のりばを下り本線としていたため、特に上り（福知山側から）の入線制限速度が45km/hと当駅を通過する列車でも相当な減速を余儀無くされていた（京都側がY字ポイント（制限速度75km/h）なのに対し、福知山側は下りスルー型ポイント）。
- 高速改良工事後は1番のりばを上下本線、2番のりばを上下副本線とした1線スルー（京都側制限速度100km/h、福知山側制限速度85km/h）となった。通過列車及び行違いを行わない停車列車は上下線共に1番のりばを通る。
- 反対方向からの通過列車と行違いを行う停車列車（運転停車の特急も含む）は、上下線とも2番のりばに停車する。
- 停車列車同士の行違いの場合は、園部・京都方面行（上り）が1番のりば、福知山方面行（下り）が2番のりばに入る。
- ホームは2面共に4両分のみ整備されている。
- 2021年3月13日以降は、大阪駅からJR線で最も近いICOCA非対応の駅となった。

## 利用状況
京丹波町役場への最寄り駅だが、利用客はそれ程多くない。
1日平均乗車人員は以下の通り。1日平均乗降人員は以下の通り。
| 年度               | 1日平均 乗車人員 | 1日平均 乗降人員 |
| ------------------ | ---------------- | ---------------- |
| 1999年（平成11年） | 197              |                  |
| 2000年（平成12年） | 184              |                  |
| 2001年（平成13年） | 178              |                  |
| 2002年（平成14年） | 159              |                  |
| 2003年（平成15年） | 153              |                  |
| 2004年（平成16年） | 167              |                  |
| 2005年（平成17年） | 162              |                  |
| 2006年（平成18年） | 148              |                  |
| 2007年（平成19年） | 140              |                  |
| 2008年（平成20年） | 142              |                  |
| 2009年（平成21年） | 151              |                  |
| 2010年（平成22年） | 153              |                  |
| 2011年（平成23年） | 145              | 288              |
| 2012年（平成24年） | 140              | 282              |
| 2013年（平成25年） | 137              | 276              |
| 2014年（平成26年） | 126              | 252              |
| 2015年（平成27年） | 115              | 230              |
| 2016年（平成28年） | 101              | 206              |
| 2017年（平成29年） |                  | 209              |
| 2018年（平成30年） |                  | 188              |
| 2019年（令和元年） |                  | 182              |
| 2020年（令和2年）  |                  | 152              |
| 2021年（令和3年）  |                  | 162              |
| 2022年（令和4年）  |                  | 158              |
| 2023年（令和5年）  |                  | 138              |

## 駅周辺
- 京丹波町立下山小学校
- 京都・丹波食彩の工房
- 京都府立丹波自然運動公園
- 下山郵便局
- 道の駅丹波マーケス
- 丹波ワイン
- 国道27号 下山バイパス
- 京都府道26号京丹波三和線
- 京都府道80号日吉京丹波線
- 京丹波町町営バス「下山駅下」停留所
- 高屋川橋梁
- 質美川橋梁

### バス路線
付近に京丹波町町営バスの停留所が2ヶ所あるため、まとめて解説する。なお、「下山駅下」は駅から徒歩5分を要する。
下山駅
- 高原下山線：京丹波町役場 行
- 質美線：桧山 行

下山駅下
- 高原下山線：京丹波町役場 行、下山駅 行
- 丹波和知線：丹波マーケス 行
- 桧山和知線：桧山 行、和知駅 行

## 隣の駅
西日本旅客鉄道（JR西日本）
 山陰本線
胡麻駅 - 下山駅 - 和知駅